# Parametryzacja (robotyka)
Parametryzacja – sposób przekształcania macierzy obrotu o wymiarach 3×3 na wektor o wymiarach 1×3. Parametryzacja stosowana jest w robotyce przy ustalaniu orientacji manipulatora robotycznego, którego kinematyka została wyznaczona z Notacji Denavita-Hartenberga.
Do głównych parametryzacji należą:
1. parametryzacja typu kąty Eulera,
2. parametryzacja typu kąty RPY (Roll-Pitch-Yaw),
3. parametryzacja Kartezjańska,
4. parametryzacja cylindryczna,
5. parametryzacja sferyczna.

Dwie pierwsze polegają na odpowiednim skonstruowaniu macierzy R. W przypadku kątów Eulera macierz R konstuuje się jako iloczyn 3 elementarnych macierzy obrotu, z których pierwsza i trzecia dotyczą tej samej osi (np. ZYZ). W przypadku kątów RPY elementarne macierze dotyczą różnych kątów (np. ZYX). Po określeniu elementów składowych macierzy R przyrównuje się je do odpowiednich elementów macierzy obrotu danego manipulatora (robota mobilnego itp.). W ten sposób można wyznaczyć kąty, przy których obydwie macierze będą sobie równe. Jednakże należy pamiętać, że te dwie parametryzacje mogą nie dać jednoznacznej odpowiedzi, gdy któryś z kątów przyjmie taką wartość, przy której pozostałe kąty będą mogły być dowolne. W przypadku kątów Eulera będzie to 0 i 180 stopni, a dla kątów RPY ±90 stopni.
Dzięki parametryzacji pozbywamy się nadmiarowych informacji i uzyskujemy skróconą postać wektora opisującego położenie oraz orientację w przestrzeni jako:
{\displaystyle {\begin{bmatrix}x&y&z&\alpha &\beta &\gamma \end{bmatrix}}.}